# Peng Shuai
I detta kinesiska namn är  Peng (彭)) familjenamnet.
Peng Shuai (kinesiska: 彭帅, pinyin: Péng Shuài), född 8 januari 1986 i Xiangtan, Hunan-provinsen, Kina, är en kinesisk professionell tennisspelare. Vid Asiatiska spelen i Guangzhou 2010 vann hon singelturneringen. Hon har vunnit två Grand Slam-titlar i dubbel: Wimbledonmästerskapen 2013 och Franska öppna 2014. Som högst har hon rankats som nummer 14 i singel 2011 och som världsetta i dubbel 2014. Pengs största framgång i singel i en Grand Slam-turnering kom i US Open 2014 då hon nådde en semifinal.
Peng anklagade i november 2021 den tidigare vice premiärministern Zhang Gaoli för sexuella övergrepp, och var efter detta helt försvunnen tills det efter två veckor publicerades ett meddelande i den kinesiska stats-tv-kanalen GCTN där alla anklagelser togs tillbaka. Oro för Pengs välbefinnande har bland annat lett till att organisationen WTA något senare beslutade ställa in alla tennisturneringar i Kina och Hongkong.

## Karriär
Peng Shuai inledde sin professionella tenniskarriär 2001. Samma år spelade hon även sin första WTA-turnering i Shanghai. Hon tog sig upp bland topp 100 på världsrankingen 2004 och fick då spela sin första Grand Slam-turnering i Wimbledon där hon åkte ut direkt i första rundan. Sina första titlar nådde hon i dubbel, med den första 2007 och sedan ytterligare titlar 2008 och 2009. I november 2010 nådde Peng sin största framgång dittills när hon vann guldmedaljen i damsingel vid Asiatiska spelen i Guangzhou efter att ha besegrat uzbeken Akgul Amanmuradova i finalen. Peng ingick också i det lag som vann guldmedaljen i lagtävlingen.
Framgångarna i dubbel fortsatte att komma. De främsta nådde Peng i par med taiwanesiska Hsieh Su-wei. I Wimbledonmästerskapen 2013 vann de båda dubbelturneringen vilket var Pengs första titel i en Grand Slam-turnering. I finalen mötte de den australiska duon Ashleigh Barty och Casey Dellacqua, som besegrades med siffrorna 7–6(7–1), 6–1. Samma år vann Peng och Hsieh även WTA-mästerskapen. I Franska öppna 2014 kunde duon upprepa bedriften från Wimbledon året innan och ta sin andra Grand Slam-titel. I finalen besegrades italienska Sara Errani och Roberta Vinci med 6–4, 6–1.
I US Open 2014 nådde Peng sin största framgång i singel i en Grand Slam-turnering. Från oseedad lottning tog hon sig utan att tappa ett enda set fram till en semifinal där hon fick möta Caroline Wozniacki. På vägen hade hon bland annat slagit ut femteseedade Agnieszka Radwanska. Mot Wozniacki tog Pengs framgångar slut. Vid ställningen 7–6, 4–3 till Wozniackis fördel drabbades Peng av en skada och tvingades avbryta matchen.
Inför Wimbledonmästerskapen 2017 ska Peng ha försökt förmå sin tilltänkta dubbelpartner att lämna återbud till turneringen. Händelsen bedömdes som ett otillbörligt försök att påverka resultaten och Peng tilldömdes sex månaders avstängning och böter på 10 000 dollar.
Peng berättade i en intervju med franska tidningen L'Équipe i februari 2022 att hennes karriär sannolikt var över efter att hon opererats flera gånger för en knäskada. Hon hade då inte tävlat internationellt på två år.

## Anklagelser om sexuella övergrepp
Den 2 november 2021 postade Peng ett långt meddelande på sitt Weibokonto där hon anklagade den tidigare vice premiärministern Zhang Gaoli, en högt uppsatt medlem av det kinesiska kommunistpartiet, för sexuella övergrepp tre år tidigare. Anklagelsen drog uppmärksamhet till Metoo-rörelsen i Kina. Hennes inlägg togs bort från Weibo inom 20 minuter efter att det laddats upp, även om skärmdumpar av inlägget sparades. All diskussion om anklagelserna censurerades på kinesiska sociala medier och nyhetskanaler.
Pengs anklagelser har setts som en del av en kinesisk metoo-rörelse. Efter att Peng publicerade anklagelserna på den kinesiska sociala mediesajten Weibo syntes hon inte offentligt och hördes inte av på flera veckor. Den 17 november publicerade den kinesiska stats-tv-kanalen GCTN ett meddelande som påstods komma från Peng där alla anklagelser togs tillbaka. Steve Simon, ordförande för WTA, sade sig i ett uttalande tvivla på att meddelandet var skrivet av Peng. Simon har också sagt att WTA överväger att inte arrangera några turneringar i Kina om inte trovärdiga bevis på Pengs välmående kommer fram. Pengs försvinnande har uppmärksammats av flera stora tennisspelare. Bland andra Naomi Osaka och Novak Đoković har uttryckt oro för Pengs välbefinnande. Något senare beslutade WTA att ställa in alla tennisturneringar i Kina och Hongkong.